# Socket 8
Le Socket 8 a été utilisé uniquement par les processeurs Intel Pentium Pro et le Pentium II Overdrive. Intel a arrêté le Socket 8 en faveur du Slot 1 avec l'arrivée du Pentium II et le Slot 2 avec la sortie du Pentium II Xeon en 1999.

## Spécifications techniques

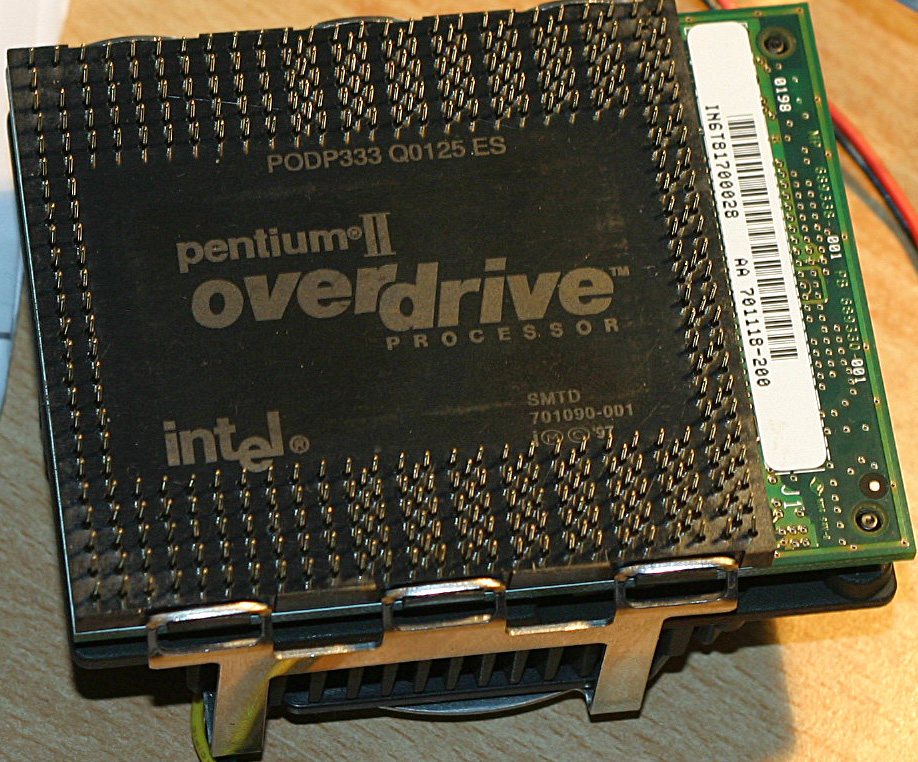
Un Pentium II Overdrive "engineering sample" vu de dessous.

Le Socket 8 a une forme peu courante en forme de rectangle avec 387 broches. Il supporte une fréquence de FSB allant de 60 à 66 MHz, une tension de 3,1 ou 3,3 V, et supporte les processeurs Pentium Pro et le Pentium II OverDrive. Le Socket 8 a aussi une disposition des broches peu habituelle. Une partie du socket a ses broches en PGA tandis que l'autre est en SPGA.